# Olle Öst
Olle Öst (* 26. März 1943 in Mora) ist ein ehemaliger schwedischer Eishockeyspieler und -trainer.

## Karriere
Als aktiver Spieler stand Olle Öst von 1960 bis 1967 beim schwedischen Erstligisten Leksands IF unter Vertrag. Mit Leksands wurde der Stürmer 1964 schwedischer Vizemeister. 1967 wechselte er zum Ligakonkurrenten Färjestad BK, für den der Linksschütze bis 1970 auf dem Eis stand. 1970 beendete Öst seine aktive Karriere und übernahm das Traineramt der Juniorenmannschaft von Färjestad. Drei Jahre später wurde er als Assistent von Arne Strömberg Co-Trainer von Färjestad. Nach zwei Jahren als Co-Trainer wurde Öst Cheftrainer, das Traineramt hatte er von 1975 bis 1977 inne. Während seiner Amtszeit erreichte die Mannschaft von Färjestad BK 1976 und 1977 das Finale um die schwedische Meisterschaft. Öst wechselte 1977 nach Deutschland und wurde Trainer des Kölner EC in der deutschen Bundesliga. Der amtierende deutsche Meister konnte unter seiner Führung den Titel nicht verteidigen, am Ende der Saison 1977/78 war Köln Dritter. In den folgenden beiden Jahren stand Öst beim Berliner SC an der Bande. Die Mannschaft erreichte mit dem Schweden einen dritten und einen fünften Platz in der Bundesliga. 
Öst kehrte nach dreijährigem Gastspiel in Deutschland nach Schweden zurück und übernahm das Amt des General Manager bei seinem ehemaligen Club Färjestad BK, das er von 1980 bis 1987 innehatte. Zusätzlich war er 1985/86 Manager der schwedischen Nationalmannschaft. Während seiner Amtszeit als Manager konnte Färjestad zweimal die schwedische Meisterschaft gewinnen, weitere zweimal wurde die Mannschaft Vizemeister. Im Anschluss kehrte Öst in das Traineramt zurück und wurde 1987 Trainer bei den zuvor in die deutsche Bundesliga aufgestiegenen Preussen Berlin. In drei Spielzeiten war das beste Ergebnis der Mannschaft unter Östs Führung das Erreichen des Playoff-Viertelfinales in den Jahren 1989 und 1990. In der Folge heuerte der Schwede beim Ligakonkurrenten Mannheimer ERC an, den er in der Saison 1990/91 trainierte. Nach dem Ausscheiden im Playoff-Viertelfinale kehrte Öst nach Schweden zurück und wurde Trainer bei seinem ehemaligen Verein Leksands IF, für den er in den 1960er Jahren selbst aktiv gewesen war. Nach einer Saison wechselte er erneut ins Manageramt, das er von 1992 bis 2000 innehatte. Im Januar 2001 kam Olle Öst wiederum zurück nach Deutschland, als er das Traineramt beim DEL-Team Hannover Scorpions übernahm. Die Scorpions konnten unter seiner Leitung ihren bis dahin größten Vereinserfolg feiern, als sie in der Saison 2000/01 das Playoff-Halbfinale erreichten. Öst verließ Hannover 2001 wieder und wurde Manager und Sportdirektor bei den Berlin Capitals, bei dessen Vorgängerverein Preussen Berlin er bereits Trainer gewesen war. Nach der Insolvenz und dem Lizenzentzug Berlins 2002 kehrte der Schwede in seine Heimat zurück und betätigte sich als Spielervermittler.
Bereits im Januar 2003 kam Olle Öst jedoch wieder nach Deutschland und übernahm das Traineramt beim ERC Ingolstadt. Der Ingolstädter Mannschaft gelang unter seiner Führung in der Saison 2002/03 der zum Ziel gesetzte Klassenerhalt. Im Anschluss ging Öst zu den Hannover Scorpions und wurde Sportdirektor bei seinem ehemaligen Verein. Das Amt des Sportdirektors bei den Hannoveranern hatte er in der Saison 2003/04 inne, danach kehrte Öst wieder nach Schweden zurück. Im Februar 2006 kam der Schwede erneut nach Deutschland und übernahm das Traineramt beim Zweitligisten Straubing Tigers. Der Mannschaft erreichte mit Öst das Play-off-Finale, wurde Meister der 2. Bundesliga und stieg in die DEL auf. Zur Honorierung des bis dato größten Erfolgs in der Vereinsgeschichte wurde dem Trainer eine Meisterschaftsfahne gewidmet, die unter dem Dach des Straubinger Eisstadions aufgehängt wurde. Nach dem erfolgreichen dreimonatigen Engagement in Bayern kehrte Öst wiederum nach Schweden zurück, nachdem er ein Angebot Straubings für die folgende Saison ausgeschlagen hatte. In den folgenden Jahren betätigte er sich wieder vermehrt als Spielervermittler. Zudem stellte er Kontakte von Vereinen zu Trainerkollegen her, zum Beispiel hatte Öst maßgeblichen Anteil an der Verpflichtung seines Kollegen Ulf Skoglund durch den österreichischen Oberligisten EV Zeltweg im Jahr 2008. Im November 2009 sprang Öst für seinen Landsmann ein und übernahm das Traineramt in der Steiermark für die Saison 2009/10, da Skoglund einen Bandscheibenvorfall erlitten hatte und sich einer Operation unterziehen musste.

## Erfolge

### Als Spieler
- Schwedischer Vizemeister 1964 mit Leksands IF

### Als Trainer
- Schwedischer Vizemeister 1976 und 1977 mit Färjestad BK
- Meister der 2. deutschen Bundesliga 2006 mit den Straubing Tigers
- Aufstieg in die DEL 2006